# Luis Chaves
Luis Chaves Campos (San José, 28 de agosto de 1969) es un poeta de Costa Rica, considerado una de las figuras más destacadas de la poesía costarricense contemporánea. Recibió el Premio Nacional Aquileo Echeverría en la categoría de poesía por su libro La máquina de hacer niebla (2012).

## Vida y carrera
Luego de estudiar Economía Agrícola en la Universidad de Costa Rica, Chaves empezó a escribir como free-lancer. Su primer libro de poemas, El anónimo, fue publicado por la Editorial Guayacán en 1996. En 1997, su segundo libro, Los animales que imaginamos, ganó el Premio Sor Juana Inés de la Cruz.
Historias Polaroid fue publicado en el 2001 y recibido con entusiasmo por la crítica y los lectores, e incluso fue finalista del premio de poesía del Festival Internacional de Poesía de Medellín, Colombia, de ese año. Durante una estadía en Buenos Aires, Argentina, Chaves publicó su cuarto libro, Chan Marshall, el cual marcó su ascenso como una de las voces más destacadas de la poesía latinoamericana contemporánea. Chan Marshall ganó el III Premio de Poesía Fray Luis de León y fue publicado en España por la influyente casa editorial Visor.
En el 2006 apareció Asfalto. Un Road Poem, en el que el autor experimenta más abiertamente con los poemas en prosa y la narrativa interna. Su más reciente poemario es Monumentos ecuestres (2011). 
Algunos de sus poemas han sido traducidos al italiano por Raffaella Raganella, y estas traducciones recibieron a su vez el premio internacional de la Fondazione Cassa di Risparmio de Ascoli Piceno.
En el 2009, Ediciones Perro Azul publicó una edition conmemorativa y ampliada de Historias Polaroid y Asfalto en un solo volumen.  
En el 2010, Chaves publicó dos colecciones de prosa: El mundial 2010. Apuntes, editado por Germinal, que contiene crónicas de cada partido de la Copa Mundial de Fútbol de Sudáfrica 2010; y 300 Páginas. Prosas, editado por Lanzallamas, que incluye los artículos de prensa que Chaves desperdigó por varias revistas y diarios de Costa Rica y el extranjero durante los años 2002 y 2010.
Chaves editó por un tiempo la revista Los Amigos de lo Ajeno, una publicación de poesía latinoamericana distribuida principalmente en Costa Rica y Argentina. 
En 2012, apareció La foto / Das Photo, una selección de sus poemas traducidos al alemán por Timo Berger bajo el sello editorial Hochroth de Berlín y La máquina de hacer Niebla, antología poética editada en Sevilla por La Isla de Siltolá.

## Obra

### Poesía
- El anónimo (San José: Ediciones Guayacán, 1996)

- Los animales que imaginamos (México: Conaculta, 1998; San José: Ediciones Perro Azul, 1998; San José: Editorial Germinal, 2013)

- Historias Polaroid (San José: Ediciones Perro Azul, 2001; San José: Ediciones Perro Azul, 2009, ed. aumentada en conjunto con Asfalto. Un Road Poem)

- Cumbia (Buenos Aires, Eloísa Cartonera, 2003; ed. preliminar y cartonera de Chan Marshall)

- Chan Marshall (Madrid: Visor, 2005; Buenos Aires: Vox, 2011; San José: Editorial Germinal, 2012)

- Asfalto. Un Road Poem (San José: Ediciones Perro Azul, 2006; San José: Ediciones Perro Azul, 2009, ed. aumentada en conjunto con Historias Polaroid; Madrid: Ediciones Liliputienses, 2012; San José: Ediciones Lanzallamas, 2012; Rosario: Neutrinos, 2015)

- Monumentos ecuestres (San José: Editorial Germinal, 2011)

- La máquina de hacer niebla (antología poética, Sevilla: Vela de Gavia. La Isla de Siltolá, 2012)

- La foto / Das Foto (antología bilingüe, trad. de Timo Berger; Alemania: Editorial Hochroth, 2012)

- Hier drunter liegt etwas besseres  (antología bilingüe, trad. de Timo Berger; Alemania: Editorial Hochroth, 2013)

- Während ich aus Minusgraden zurückkehre und eine beiläufige Bemerkung vortäusche (antología poética, trad. de Timo Berger; Alemania: Verlag Hans Schiler, 2017)

### Prosa
- El mundial 2010. Apuntes (San José: Editorial Germinal, 2010)

- 300 páginas. Prosas (San José: Ediciones Lanzallamas, 2010)

- Salvapantallas (Barcelona: Editorial Seix Barral, 2015; Madrid: los tres editores, 2024)

- Vamos a tocar el agua (Madrid: los tres editores, 2017)

### Antologías
- Antología de la nueva poesía costarricense (editor, Ecuador: Línea Imaginaria, 2001)

### Reseñas
- Chan Marshall, reseñado por Ana Wajszczuk
- Asfalto. Un Road Poem, reseñado por Clara Astiasarán
- 300 Páginas. Prosas reseñado por María Montero

### Entrevistas
- Entrevista con Luis Chaves  (El Día de Córdoba)
- Entrevista: Luis Chaves, (La Nación, Costa Rica)

### Otros
- Tetrabrik Archivado el 17 de julio de 2007 en Wayback Machine.—Blog oficial de Luis Chaves
- Trabajos por o sobre Luis Chaves en bibliotecas (catálogo WorldCat) (en inglés)
- Perfil de Luis Chaves en Cosmopoética
- Poems by Luis Chaves  (Afinidades Electivas - Costa Rica)
- Luis Chaves: Unos hacen los zapatos otros escriben, un artículo de Ana Wajszczuk y poemas de Chan Marshall

- Datos: Q6700433